# Dokumentum (folyóirat)
A Dokumentum művészeti és társadalmi időszaki kiadvány. Megjelent Budapesten, 1926–1927 között. Kassák Lajos nemzetközi avantgárd folyóirata, a Ma folytatása.

## Története
E folyóiratot az emigrációból hazatérve szerkesztette és adta ki Kassák Lajos a Bécsben megjelent Ma folytatásaként. Főmunkatársai voltak a lapnál az ugyancsak emigrációból hazatérő írók és újságírók, akik a Ma lapjain is publikáltak, Déry Tibor, Illyés Gyula, Nádass József, Németh Andor. A kiadvány három nyelven adott közre írásokat, magyarul, németül és franciául. Megkísérelték hazai talajon az avantgárd eszmék megújítását. A modern irodalom mellett az új építőművészet, a bauhaus, a lakáskultúra, film- és színházművészet, a modern zene és a táncművészet bemutatására is törekedtek.  Az európai avantgárd új irányairól is tájékoztatást nyújtottak. Törekvéseik terméketlen talajra hullottak, végül az érdeklődés hiánya miatt szűnt meg a folyóirat.

## Kapcsolódó szócikk
- Munka